# Tennessee Whiskey (chanson)
Pour les articles homonymes, voir Tennessee whiskey (homonymie).
Singles de George Jones
I Always Get Lucky with You
(1983) You've Still Got a Place in My Heart
(1984)
Tennessee Whiskey est une chanson écrite par Dean Dillon et Linda Hargrove. Elle a été enregistrée à l'origine par l'artiste américain de musique country David Allan Coe, dont la version a atteint la 77e position du hit-parade Billboard Hot Country Singles en 1981. La chanson a été reprise par l'artiste américain de musique country George Jones, dont la version est devenue le troisième single extrait de son album Shine On en août 1983. La version de Jones a atteint la deuxième position du hit-parade Billboard Hot Country Singles en novembre 1983 et a été no 1 du hit-parade RPM Country Tracks au Canada.

## Positions dans les hits-parades

### Version de David Allan Coe
| Chart (1981)                       | Position |
| ---------------------------------- | -------- |
| U.S. Billboard Hot Country Singles | 77       |

### Version de George Jones
| Chart (1983)                       | Position |
| ---------------------------------- | -------- |
| U.S. Billboard Hot Country Singles | 2        |
| Canadian RPM Country Tracks        | 1        |